# Francesco Cozza

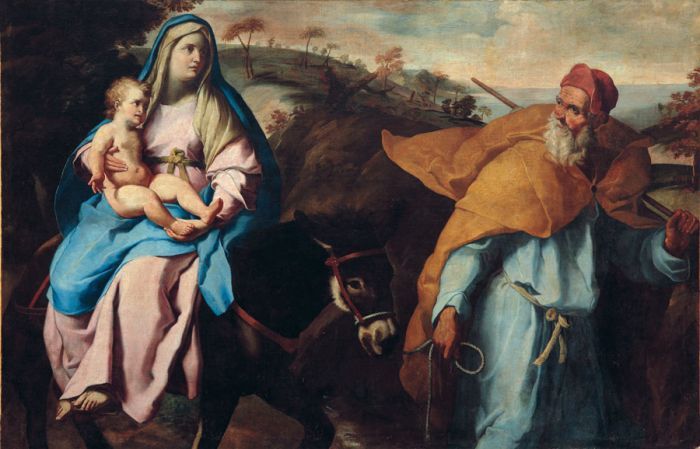
Francesco Cozza,Ucieczka do Egiptu, kościół Sant’Angelo in Pescheria, Rzym.

Francesco Cozza (ur. 1605, zm. 13 stycznia 1682) – włoski malarz tworzący w okresie baroku.

## Życiorys
Należał do kręgu uczniów Domenichina, pod okiem którego szkolił się w Rzymie i Neapolu.
Największe uznanie przynosiło mu malarstwo ścienne.
Z dekoracji freskatorskich jego autorstwa wyróżniają się polichromie w Stanza del Fuoco w Palazo Pamphili w Valmontone na Piazza Navona (1667–1673)zrealizowane przy współpracy z Mattią Pretim, Pier Francesco Molą, Gaspardem Dughetem, Gugliemo Cortesem i Giovannim Battistą Tassim.
Wspólnie z Domenico Marią Canutim i Carlo Marattą udekorował ściany Palazzo Altieri.
W 1650 roku został przyjęty do rzymskiej Akademii Świętego Łukasza.

## Znane dzieła
- Ucieczka do Egiptu, kościół Sant’Angelo in Pescheria, Rzym.
- Święty Franciszek z aniołem, w zbiorach Palazzo Arnone w Cosenzy.
- Nauczanie Jana Chrzciciela, Palazzo Barberini, Rzym.
- Matka Boska Odkupienia, Colegio Pontificio Nepomuceno, Rzym.
- Portret Tomaso Campanelli, kolekcja Camilo Caetani, Sermoneta.
- Apoteoza, fresk na sklepieniu biblioteki Palazzo Pamphili, Piazza Navona, Rzym.